# Nipponeurorthus fasciatus
Nipponeurorthus fasciatus är en insektsart som beskrevs av Nakahara 1958. Nipponeurorthus fasciatus ingår i släktet Nipponeurorthus och familjen Nevrorthidae. Inga underarter finns listade i Catalogue of Life.